# Giro d’Italia 1958
Der 41. Giro d’Italia wurde in 20 Abschnitten und 3341 Kilometern vom 18. Mai bis zum 8. Juni 1958 ausgetragen und vom Italiener Ercole Baldini gewonnen. Von den 120 gestarteten Fahrern erreichten 77 das Ziel in Mailand.

## Verlauf
| Etappe | von                      | nach                     | km       | Gewinner            | Maglia rosa        |
| ------ | ------------------------ | ------------------------ | -------- | ------------------- | ------------------ |
| 1      | Mailand                  | Varese                   | 135      | Willy Vannitsen     | Willy Vannitsen    |
| 2      | Varese                   | Comerio                  | 26 (EZF) | Ercole Baldini      | Ercole Baldini     |
| 3      | Varese                   | Saint-Vincent            | 187      | Salvador Botella    | Arnaldo Pambianco  |
| 4      | Saint-Vincent            | Collina di Superga       | 132      | Federico Bahamontes | Aldo Moser         |
| 5      | Turin                    | Mondovì                  | 193      | Alfredo Sabbadin    | Salvador Botella   |
| 6      | Mondovì                  | Chiavari                 | 258      | Silvano Ciampi      | Giovanni Pettinati |
| 7      | Chiavari                 | Forte dei Marmi          | 115      | Guido Boni          | Giovanni Pettinati |
| 8      | Viareggio                | Viareggio                | 59 (EZF) | Ercole Baldini      | Giovanni Pettinati |
| 9      | Florenz                  | Viterbo                  | 215      | Nino Defilippis     | Giovanni Pettinati |
| 10     | Viterbo                  | Rom                      | 155      | Gastone Nencini     | Giovanni Pettinati |
| 11     | Rom                      | Scanno                   | 255      | Nino Defilippis     | Giovanni Pettinati |
| 12     | Scanno                   | San Benedetto del Tronto | 211      | Pierino Baffi       | Agostino Coletto   |
| 13     | San Benedetto del Tronto | Cattolica                | 192      | Guido Carlesi       | Agostino Coletto   |
| 14     | San Marino (SMR)         | San Marino (SMR)         | 12 (EZF) | Charly Gaul         | Agostino Coletto   |
| 15     | Cesena                   | Bosco Chiesanuova        | 249      | Ercole Baldini      | Ercole Baldini     |
| 16     | Verona                   | Levico Terme             | 200      | Miguel Poblet       | Ercole Baldini     |
| 17     | Levico Terme             | Bozen                    | 198      | Ercole Baldini      | Ercole Baldini     |
| 18     | Bozen                    | Trient                   | 183      | Gastone Nencini     | Ercole Baldini     |
| 19     | Trient                   | Gardone Riviera          | 176      | Miguel Poblet       | Ercole Baldini     |
| 20     | Salò                     | Mailand                  | 177      | Miguel Poblet       | Ercole Baldini     |

## Endstände
| Sieger      | Ercole Baldini    | 92:09:30 h  |
| Zweiter     | Jean Brankart     | + 4:17 min  |
| Dritter     | Charly Gaul       | + 6:07 min  |
| Vierter     | Louis Bobet       | + 9:27 min  |
| Fünfter     | Gastone Nencini   | + 10:36 min |
| Sechster    | Miguel Poblet     | + 11:07 min |
| Siebter     | Jesús Loroño      | + 12:12 min |
| Achter      | Raphaël Géminiani | + 13:12 min |
| Neunter     | Pasquale Fornara  | + 14:13 min |
| Zehnter     | Aldo Moser        | + 15:00 min |
| Bergwertung | Jean Brankart     |             |
| Zweiter     | Ercole Baldini    |             |
| Dritter     | Charly Gaul       |             |
| Teamwertung | Carpano           |             |